# One More from the Road
One More from the Road (på omslaget skrivet som One More for from the Road) är det amerikanska rockbandet Lynyrd Skynyrds första livealbum, utgivet 13 september 1976. Utgiven på MCA Records. Producerad av Al Kooper.

## Låtlista
Sida 1:
1. "Workin' For MCA" (Ed King/Ronnie Van Zant) - 4:38
2. "I Ain't The One" (Gary Rossington/Ronnie Van Zant) - 3:37
3. "Searchin'" (Allen Collins/Ronnie Van Zant) - 3:51
4. "Tuesday's Gone" (Allen Collins/Ronnie Van Zant) - 7:39

Sida 2:
1. "Saturday Night Special" (Ed King/Ronnie Van Zant) - 5:30
2. "Travellin' Man" (L Wilkeson/Ronnie Van Zant) - 4:08
3. "Whiskey Rock-A-Roller " (Ed King/Ronnie Van Zant/Bill Powell) - 4:14
4. "Sweet Home Alabama" (Ed King/Ronnie Van Zant/Gary Rossington) - 6:49

Sida 3:
1. "Gimme Three Steps" (Allen Collins/Ronnie Van Zant) - 5:00
2. "Call Me The Breeze'" (J.J Cale) - 5:27
3. "T For Texas" (J Rogers) - 8:26

Sida 4:
1. "The Needle And The Spoon" (Allen Collins/Ronnie Van Zant) - 4:17
2. "Crossroad" (R Johnsson) - 3:44
3. "Freebird" (Allen Collins/Ronnie Van Zant) - 11:30